# Moydans
Moydans település Franciaországban, Hautes-Alpes megyében. Lakosainak száma 39 fő (2022. január 1.). Moydans Ribeyret, Rosans, Saint-André-de-Rosans, Pommerol és Valdoule községekkel határos.

## Népesség
A település népességének változása:
| Lakosok száma | 70   | 63   | 53   | 48   | 59   | 47   | 44   | 42   | 40   | 39   |
|               | 1968 | 1982 | 1999 | 2006 | 2011 | 2015 | 2017 | 2018 | 2020 | 2022 |